# Capinzal
Capinzal is een gemeente in de Braziliaanse deelstaat Santa Catarina. De gemeente telt 18.996 inwoners (schatting 2009).

## Aangrenzende gemeenten
De gemeente grenst aan Campos Novos, Erval Velho, Ipira, Lacerdópolis, Ouro, Piratuba, Zortéa en Machadinho (RS).

## Geboren
- Chana Masson (1978), handbalster